# 小行星9041
小行星9041（英語：9041 Takane）是一颗围绕太阳公转的小行星。1991年2月9日，大友哲、村松修在藤枝市发现了此天体。
这颗小行星的绝对星等为304.42323等。